# Piper glabribracteum
Piper glabribracteum är en pepparväxtart som beskrevs av Truman George Yuncker. Piper glabribracteum ingår i släktet Piper och familjen pepparväxter. Inga underarter finns listade i Catalogue of Life.